# 奧爾特縣
奧爾特縣是羅馬尼亞西南部的一個縣。南以多瑙河與保加利亞分隔開。面積5,498平方公里，人口489,274（2002年）。首府斯拉蒂納。
下設2市、6镇、104鄉。